# Coppa Latina 2016 (hockey su pista)
La Coppa Latina 2016 è stata la 28ª edizione dell'omonima competizione europea di hockey su pista riservata alle squadre nazionali. Il torneo ha avuto luogo dal 24 al 26 marzo 2016.
La vittoria finale è andata alla nazionale del Portogallo che si è aggiudicata il torneo per la quattordicesima volta nella sua storia.

## Formula
La Coppa Latina 2016 vede la partecipazione delle nazionali Under-23 della Francia, dell'Italia, del Portogallo e della Spagna. La manifestazione fu organizzata con un girone all'italiana, con gare di sola andata di 3 giornate: erano assegnati tre punti per l'incontro vinto, un punto a testa per l'incontro pareggiato e zero la sconfitta. Al termine del torneo la squadra prima classificata venne proclamata vincitrice della coppa.

## Risultati
| Squadra    | Pt | G | V | N | P | GF | GS | DG |
| ---------- | -- | - | - | - | - | -- | -- | -- |
| Portogallo | 9  | 3 | 3 | 0 | 0 | 14 | 5  | +9 |
| Italia     | 4  | 3 | 1 | 1 | 1 | 9  | 7  | +2 |
| Spagna     | 4  | 3 | 1 | 1 | 1 | 6  | 9  | -3 |
| Francia    | 0  | 3 | 0 | 0 | 3 | 4  | 12 | -8 |

| Follonica 24 marzo 2016 | Francia | 2 – 3 | Spagna | Pista Armeni |

| Follonica 24 marzo 2016 | Italia | 3 – 4 | Portogallo | Pista Armeni |

| Follonica 25 marzo 2016 | Italia | 4 – 1 | Francia | Pista Armeni |

| Follonica 25 marzo 2016 | Portogallo | 5 – 1 | Spagna | Pista Armeni |

| Follonica 26 marzo 2016 | Portogallo | 5 – 1 | Francia | Pista Armeni |

| Follonica 26 marzo 2016 | Italia | 2 – 2 | Spagna | Pista Armeni |